# 가사마쓰촌 (후쿠오카현 구라테군)
가사마쓰촌(笠松村)은 일본 후쿠오카현 구라테군에 설치되었던 촌이다. 현재의 미야와카시의 일부에 해당한다.